# コシャン (ナイマン部)
コシャン(モンゴル語: Qošang,? - ?)とは、モンゴル帝国に仕えた将軍の一人で、ナイマン部の出身。『元史』などの漢文史料における漢字表記は和尚。

## 概要
コシャンの祖父海速は昔烈木千戸所の蒙古軍百戸に任ぜられた人物で、伯父のウルグ・ブカ（兀魯不花）、父の怯烈吉を経てコシャンがその地位を継承した。
コシャンは1310年（至大3年）に忠翊校尉・後衛親軍副千戸となり、1315年（延祐2年）には江西で起こった盗賊の蜂起を鎮圧する功績を挙げた。
1328年、天暦の内乱が勃発すると、コシャンはエル・テムルやアラトナシリらの大都派につき、同年九月には通州の戦いに従軍して戦功を挙げた。紅橋の戦いでは自ら敵兵2名を斃して紅橋を奪取した。その後も大都派の将兵として活躍し、内乱終結後には八衛把総金鼓都鎮撫司事に任じられた。